# آرامگاه سید خلیل
بقعه سید خلیل مربوط به سدهٔ ۱۰ ه.ق است و در یزد، بلوار امامزاده جعفر واقع شده و این اثر در تاریخ ۴ شهریور ۱۳۶۵ با شمارهٔ ثبت ۱۷۲۰ به‌عنوان یکی از آثار ملی ایران به ثبت رسیده است.